# Pałac Rucellai
Pałac Rucellai (Palazzo Rucellai) – renesansowy pałac znajdujący się we Florencji.

## Historia
Zbudowany w latach 1446–1457 na zamówienie Giovanniego Rucellai, który wzbogacił się na imporcie cennego czerwonego barwnika (oricello) wytwarzanego z wodorostów rosnących u wybrzeży Majorki.
Architektem budynku był Leone Battista Alberti, który zaprojektował pałac ściśle według klasycznych porządków architektonicznych. Na gzymsie budynku wyrzeźbione są symbole rodów Ruccellai – wzdęte żagle i Medyceuszy – obrączka – ponieważ żoną Giovanniego była Lukrecja de'Medici.

## Galeria

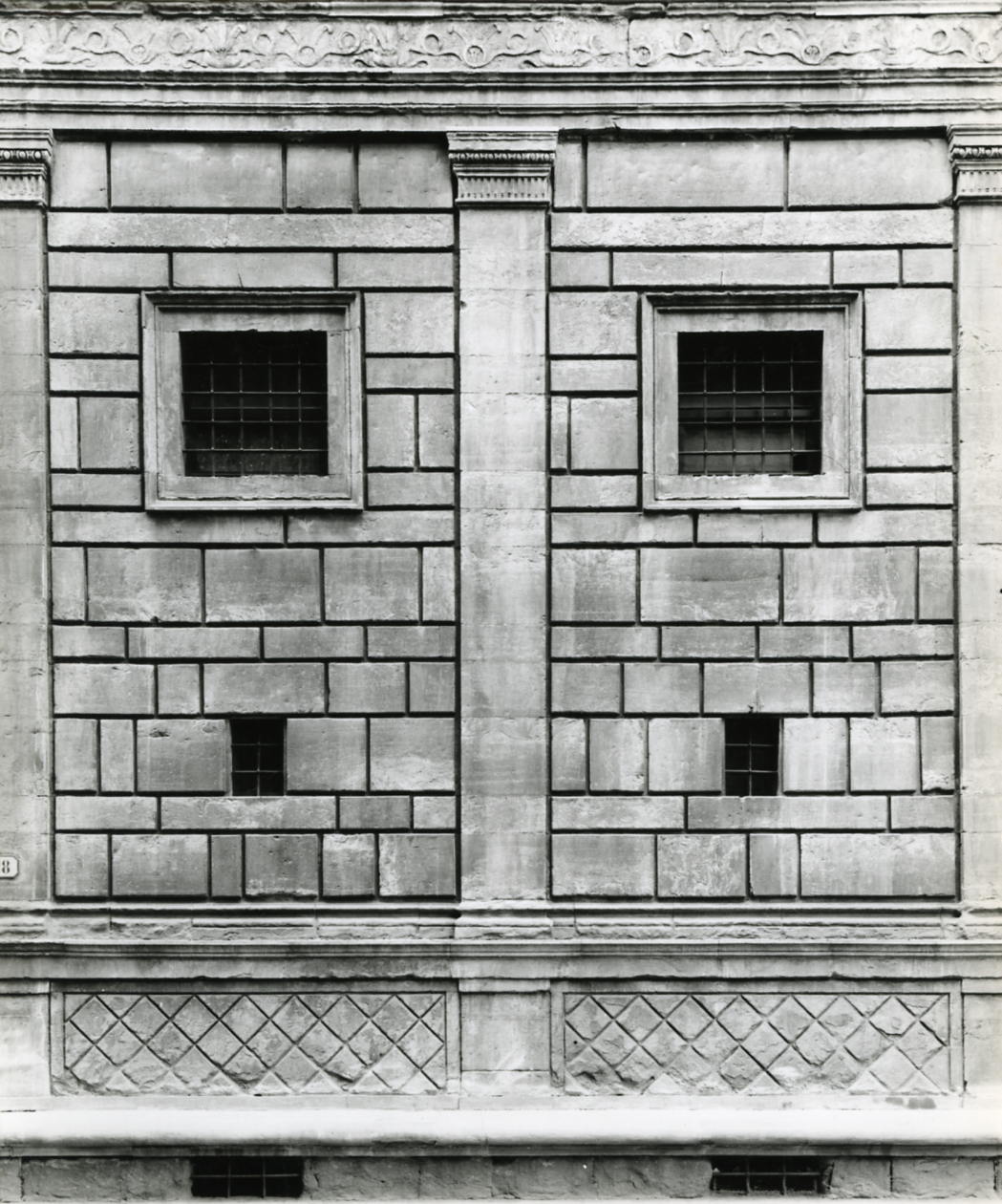
Zdjęcie fasady z 1972 roku (parter) wykonane przez Paolo Monti
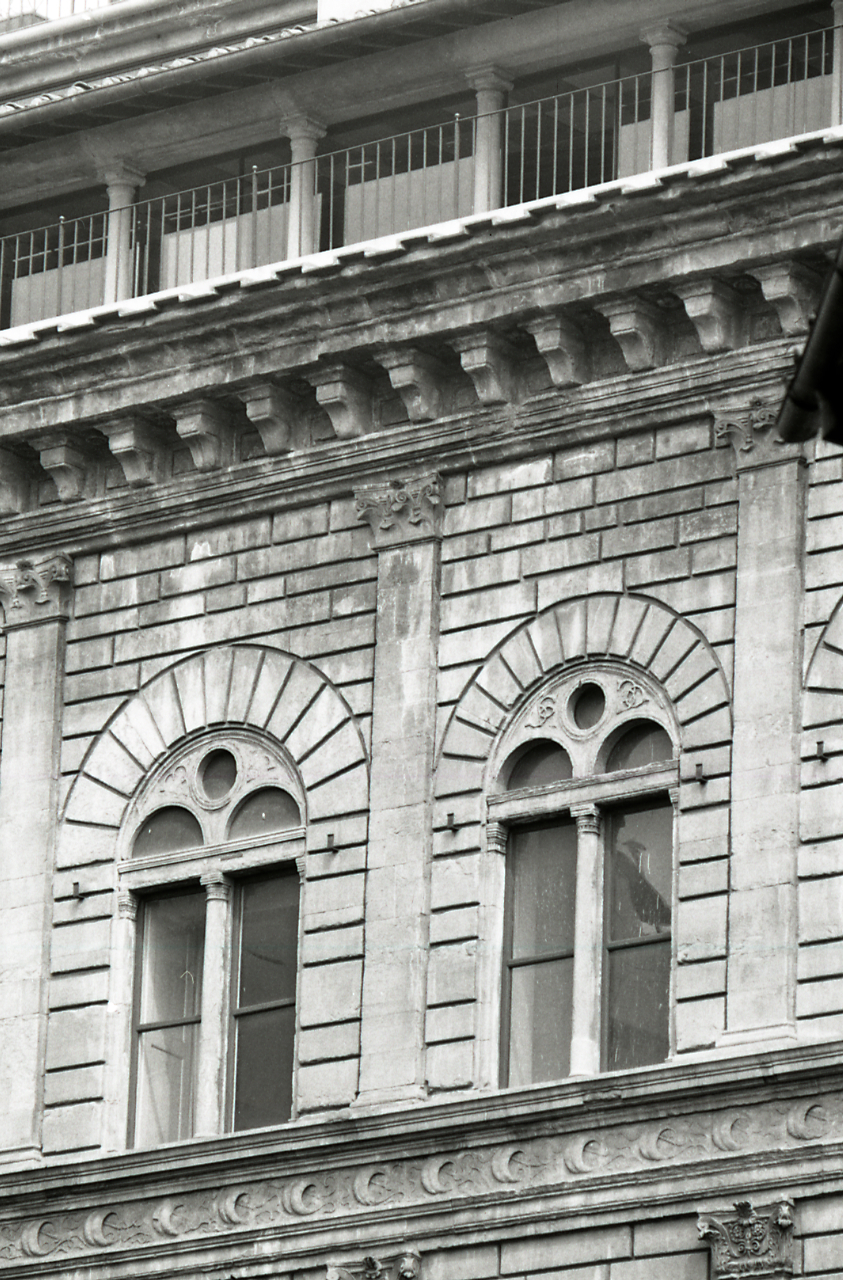
Zdjęcie fasady z 1972 roku (górne okna) wykonane przez Paolo Monti